# Daniel Levy
Daniel Levy (Buenos Aires, 1947) è un pianista, scrittore e educatore argentino.

## Carriera

### Musicista
Iniziò a suonare il pianoforte a sei anni e ricevette un'educazione musicale sotto la guida di Ana Gelber e Vincenzo Scaramuzza, tra i cui allievi si trovano, tra gli altri, Martha Argerich e Bruno Gelber.
Il suo debutto avviene all'età di sedici anni, interpretando opere di Bach, Fryderyk Chopin e Schumann.
Nel 1967 vinse il concorso per pianoforte della Gioventù Musicale e nel 1969 ottenne il 1º premio del concorso per pianoforte del Mozarteum Argentino.
In 43 anni della sua carriera ha realizzato numerose incisioni, con un catalogo di più di 50 CD per le etichette Nimbus Records, Edelweiss Emission e Syntony. La sua carriera discografica include importanti collaborazioni con artisti come Dietrich Fischer-Dieskau, la Philharmonia Orchestra, Wolfgang Holzmair e Franco Maggio Ormezowski, ed altri.
Levy ha realizzato concerti nelle più importanti sale da concerto includendo, fra altre, la Royal Festival Hall (Londra), il Teatro Colón (Buenos Aires) ed il Teatro La Fenice (Venezia).
Le sue interpretazioni sono state elogiate per i suoi "incantevoli toni cristallini" (Bernard Jacobson, Fanfare Magazine) e Ian Lace (Fanfare Magazine) lo considera "un musicista sensibile, ma che si sa imporre, profondamente dedito alla sua arte".

### Altre attività
Daniel Levy è autore dei libri Eufonia - Il Suono della Vita (Cassiopeia 1986), Bellezza Eterna (Cassiopeia 1988) ed Echi del Vento  (Editorial Dunken 2007).
Il libro Eufonia - Il Suono della Vita è attualmente utilizzato come testo principale del progetto Euphony - Implementing Teacher Knowledge (2005-2007) come parte del programma Socrates Grundtvig I dell'Unione Europea. Daniel Levy, inoltre, è il tutore responsabile di questo programma. La sua ultima produzione letteraria, Echi del Vento, è una novella introspettiva accompagnata da un CD con brani classici selezionati dal medesimo autore.
Daniel Levy è fondatore dell'Accademia Internazionale di Eufonia, un organismo dedito allo studio del suono e sui suoi effetti sulla psiche umana.

## Discografia

### Incisioni Edelweiss Emission
- BRAHMS: Variazioni su un Tema di R. Schumann Op. 9, 3 Intermezzi Op. 117, 6 Klavierstücke Op. 118
- BRAHMS: LE SONATE PER VIOLINO E PIANOFORTE, D. Levy - pianoforte, N. Chumachenco – violino
- SCHUMANN: L'OPERA INTEGRALE PER PIANOFORTE VOL. 1, Papillons Op. 2, Impromptu su un tema di Clara Wieck Op.5, Fantasía in Do Maggiore
- SCHUMANN: L'OPERA INTEGRALE PER PIANOFORTE VOL. 2, 3 Romanzen op. 28, Allegro op. 8, Sonata in Fa Diesis Minore op. 11
- SCHUMANN: MUSICA DA CAMERA PER PIANOFORTE, Violinsonaten Op. 105 e 121, Märchenerzählungen Op. 132, 3 Romanzen Op. 94, Adagio e Allegro Op. 70, Fantasiestücke Op. 73, Märchenbilder Op. 113, Daniel Levy - pianoforte, N. Chumachenco - violino, viola,  A. Morf - clarinetto, P. Borgonovo - oboe, M. Rota - corno (2 CD)
- SCHUMANN: LIEDER, su poesie di Heine, Lenau e Geibel, Wolfgang Holzmair – baritono, Daniel Levy - pianoforte
- CLARA WIECK SCHUMANN: OPERE PER PIANOFORTE
- SCHUBERT: Sonata per pianoforte in Sol Maggiore D894, Impromptus D899
- GRIEG: 66 PEZZI LIRICI, SONATA Op. 7 (3 CD)
- GRIEG: LE SONATE PER VIOLINO E PIANOFORTE, Sonata in Fa Maggiore, Sonata in Sol Maggiore, Sonata in Do Minore, Nicolás Chumachenco – violino, Daniel Levy - pianoforte
- CHOPIN: NOTTURNI
- WALZER: BRAHMS, 16 Walzer Op. 39; CHOPIN, 5 Walzer; LISZT, Valse Impromptu, Mephisto Waltz Nº 1; SCRIABIN, Valse Op. 1, Valse Op. Post, Valse Op. 38
- A PIANO RECITAL FOR ITALY, musica di Liszt
- A PIANO RECITAL FOR THE WORLD'S CHILDREN, vari compositori (REGISTRAZIONE DAL VIVO)
- A PIANO RECITAL FOR VENICE, vari compositori
- BRAHMS: CONCERTO Nº 1 PER PIANOFORTE E ORCHESTRA, CIACONNA di Bach per la mano sinistra, Daniel Levy – pianoforte, Dietrich Fischer-Dieskau – direttore, Philharmonia Orchestra
- SCHUMANN: CONCERTO PER PIANOFORTE E ORCHESTRA Op. 54 in La Minore, Konzerstücke Op. 92 (Introduzione ed Allegro Appassionato); Schön Hedwig Op. 106, Zwei Balladen per declamazione e pianoforte, Daniel Levy – pianoforte, Philharmonia Orchestra, Dietrich Fischer-Dieskau – direttore e declamazione (Daniel Levy's Edition – Un Piano per la Concordia)
- SCHUBERT: Sonata para Pianoforte in Si Bemolle Maggiore D960, Moments Musicaux D780 (Daniel Levy's Edition – Un Piano per la Concordia)
- BRAHMS: SONATE PER VIOLONCELLO, Sonata Nº 1 in Mi Minore Op.38, Sonata Nº 2 in Fa Maggiore Op.99, Franco Maggio Ormezowski - violoncello, Daniel Levy - pianoforte, (Daniel Levy's Edition – Un Piano per la Concordia)
- ALMA ARGENTINA: GUASTAVINO Mariana, El Ceibo, Bailecito, La Siesta, Tres Preludios: El Patio, El Sauce, Los Gorriones, La Casa, Tierra Linda; GINASTERA Tres Danzas Argentinas, Milonga; RAMIREZ Alfonsina y El Mar; GARDEL El día que me quieras; PIAZZOLLA Tres preludios, Contrabajísimo (Daniel Levy's Edition - Un Piano per la Concordia)

### Incisioni Nimbus Records
- SCHUMANN: MUSICA PER PIANOFORTE Vol. 1, Davidsbündlertänze Op.6, Kinderszenen Op.15
- SCHUMANN: MUSICA PER PIANOFORTE Vol. 2, Album für die Jugend Op.68
- SCHUMANN: MUSICA PER PIANOFORTE Vol. 3, Phantasiestücke Op.12, Sonata Nº 2 Op.22, Klavierstücke Op.32
- SCHUMANN: MUSICA PER PIANOFORTE Vol. 4, Gesänge der Frühe Op.133, Waldszenen Op.82, Nachtstücke Op.23
- SCHUMANN: MUSICA PER PIANOFORTE Vol. 5, Carnaval Op.9, Faschingsschwank aus Wien Op.26, Arabeske Op.18

### Incisioni Syntony
I 7 Toni di Equilibrio ed Ecologia Musicale della Mente:
- Vol. 1: Forza
- Vol. 2: Ottimismo Positivo
- Vol. 3: Coraggio
- Vol. 4: Entusiasmo
- Vol. 5: Gioia
- Vol. 6: Calma
- Vol. 7: Compassione
- Vol. 8: Ecologia Musicale della Mente